# Луговая (Артёмовский муниципальный округ)
Луговая — деревня в Свердловской области, входящая в Артёмовский муниципальный округ. Управляется Мироновской сельской администрацией.

## География
Деревня располагается на правом берегу реки Реж в 19 километрах на северо-запад от города Артёмовский.

### Часовой пояс
Луговая, как и вся Свердловская область, находится в часовой зоне МСК+2. Смещение применяемого времени относительно UTC составляет +5:00.

## История
Населённый пункт основан в 1650-1660 годы.

## Население
| 2002 | 2010 | 2021 |
| ---- | ---- | ---- |
| 60   | ↘46  | ↘32  |

## Инфраструктура
В деревне располагаются две улицы (Олькова, Шабурова) и переулок Первый. В окрестностях находится детский лагерь.